# فرد مالك
فرد مالك (بالإنجليزية: Fred Malek)‏ هو رائد أعمال أمريكي، ولد في 22 ديسمبر 1936 في بروين في الولايات المتحدة، وتوفي في 24 مارس 2019.

## وصلات خارجية
- فرد مالك على موقع إن إن دي بي (الإنجليزية)